# Calciumacetaat
Calciumacetaat is het calciumzout van azijnzuur. In watervrije vorm is het een witte vaste stof, die zeer hygroscopisch is en de meest gangbare vorm is daarom het monohydraat.

## Synthese
Calciumacetaat kan eenvoudig worden bereid door calciumcarbonaat te laten reageren met azijnzuur:
{\displaystyle {\ce {CaCO3 + 2CH3COOH -> Ca(CH3COO)2 + H2O + CO2}}}
De oplossing wordt daarna ingedampt tot een wit kristallijn poeder overblijft. Dit is weliswaar het hydraat.

## Toepassingen
Calciumacetaat is toegelaten als voedingsadditief (E263), en wordt gebruikt als zuurteregelaar of als conserveermiddel in brood. 
Calciumacetaat is een natuurlijk conserveermiddel, een verdikkingsmiddel, een smeltzout, een sequestreermiddel en een antiklontermiddel, gewonnen uit het bruine of grijze acetaat van kalk. Je vindt het vooral als conserveermiddel in roggebrood.
Het is ook een geneesmiddel dat voorgeschreven wordt bij verhoogd fosfaatgehalte van het bloed (hyperfosfatemie), een gevolg van chronische nierinsufficiëntie. Calciumacetaat vormt in de darmen een onoplosbaar complex met fosfaat, en dit complex wordt uitgescheiden via de feces. Zo daalt het serumgehalte aan anorganisch fosfaat. Merknamen zijn onder meer Calciumacetaat-Nefro, Phos-Ex, Phosphosorb en Phoslo.
Bij verhitting boven 160°C ontleedt het in aceton en calciumcarbonaat volgens de reactie:
{\displaystyle {\ce {Ca(CH3COO)2 -> C3H6O + CaCO3}}}
Dit werd in het verleden gebruikt voor de productie van aceton.